# ألكسندر بيتيون
ألكسندر بيتيون (بالفرنسية: Alexandre Pétion)‏ (و. 1770 – 1818 م) هو سياسي، وعسكري محترف من هايتي ولد في بورت أو برنس.